# Gajewniki-Kolonia
Gajewniki-Kolonia – wieś w środkowej Polsce położona w województwie łódzkim, w powiecie zduńskowolskim, w gminie Zduńska Wola. 
| SIMC    | Nazwa   | Rodzaj                          |
| ------- | ------- | ------------------------------- |
| 0721604 | Ameryka | część wsi                       |
| 0721610 | Obrok   | część wsi (zniesiona w 2023 r.) |
| 0721627 | Olendry | część wsi (zniesiona w 2023 r.) |

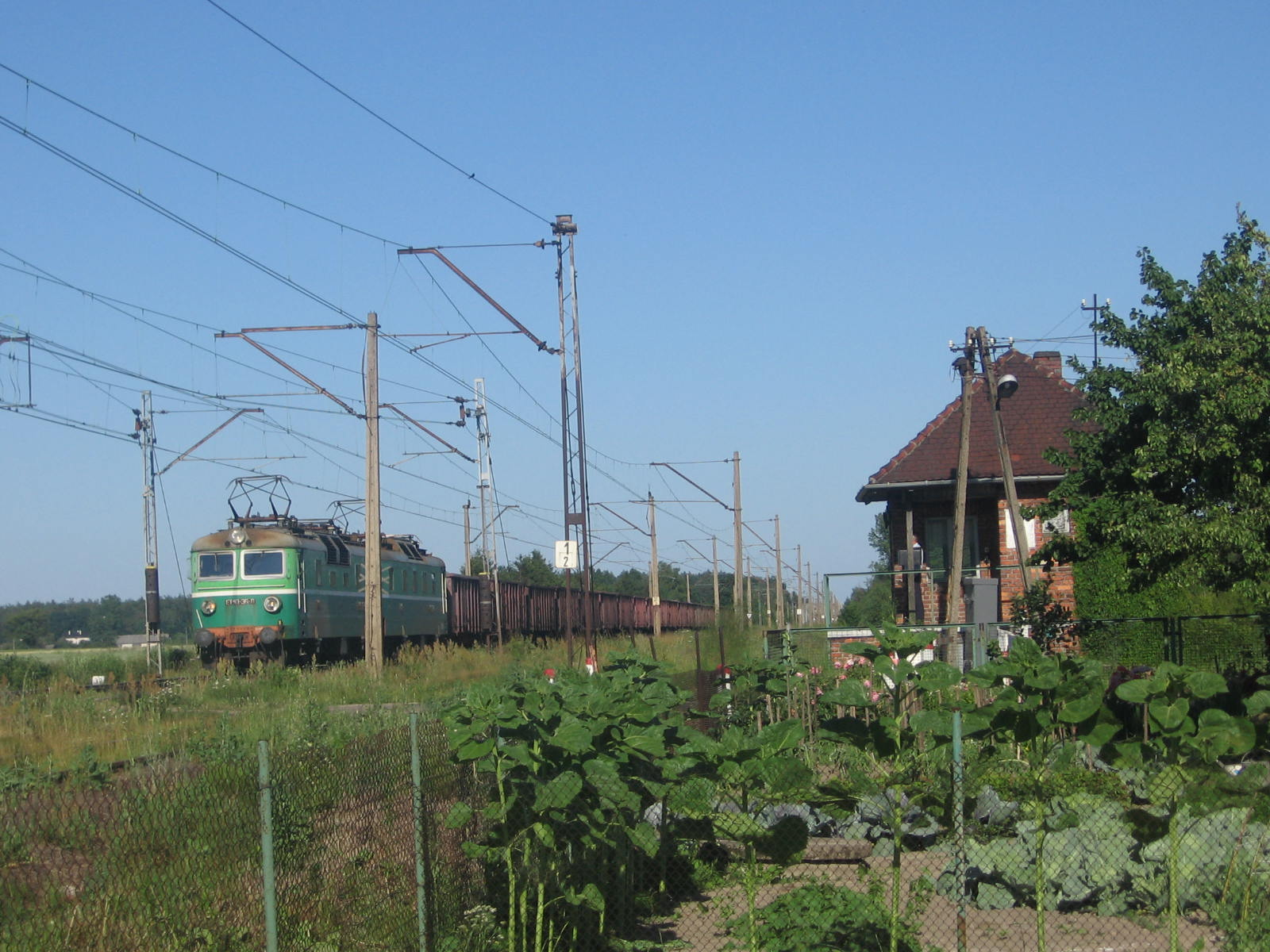
Stróżówka przy torowisku we wsi

Leży około 4 kilometry na wschód od Zduńskiej Woli oraz 38 kilometrów na południowy zachód od stolicy województwa – Łodzi>. W bliskim sąsiedztwie znajduje się także wieś Gajewniki. Populacja wsi wynosiła w 2009 roku 130 osób, w tym 60 kobiet i 70 mężczyzn. W latach 1975–1998 miejscowość administracyjnie należała do województwa sieradzkiego.